# Dekanat Złożenia Szat Matki Bożej w Blachernie
Dekanat Złożenia Szat Matki Bożej w Blachernie – jeden z dekanatów eparchii moskiewskiej miejskiej Rosyjskiego Kościoła Prawosławnego. Obejmuje sześć rejonów wchodzących w skład południowo-wschodniego okręgu administracyjnego Moskwy: Kapotni, Kuźminek, Lublina, Marjina, Niekrasowki i Wychina-Żulebina.

## Cerkwie w dekanacie[2]
- Cerkiew Ikony Matki Bożej „Ukój Mój Smutek”
- Cerkiew Narodzenia Matki Bożej
- Cerkiew św. Andrzeja w Moskwie
- Cerkiew Blacherneńskiej Ikony Matki Bożej
- Cerkiew św. Jana Kronsztadzkiego
- Cerkiew Ikony Matki Bożej „Wychowanie”
- Cerkiew św. Tatiany
- Cerkiew św. Włodzimierza przy korpusie kadetów